# 18.-Mai-Nationalfriedhof von Gwangju

18.-Mai-Nationalfriedhof von Gwangju mit Gedenkturm

Der 18.-Mai-Nationalfriedhof von Gwangju (koreanisch: 국립5.18 민주 묘지) ist ein Friedhof und zugleich eine nationale Gedenkstätte, die an die Opfer der Niederschlagung des Aufstandes von Gwangju vom 18. Mai bis 27. Mai 1980 und an die Zerschlagung der Demokratiebewegung in Südkorea erinnert. Der Aufstand wurde am 27. Mai durch ein Massaker an den Aufständischen von der damaligen Militärregierung beendet.

## Geografie

Model des Friedhofs und der Gedenkstätte

Die Gedenkstätte befindet sich nördlich des Stadtzentrums von Gwangju (광주) im Stadtteil Buk-gu (북구) und liegt damit in der südwestlichsten Provinz Jeollanam-do (전라남도) von Südkorea. Die Stätte ist über die nördlich verlaufende Ausfallstraße Dongmunno (동문로) vom Stadtzentrum von Gwangju aus zu erreichen. Das Areal umfasst eine Fläche von 166.201 m². Der Friedhof ist mit der Gedenkstätte nach Südosten ausgerichtet, von wo aus auch der Ort besucht werden kann.

## Struktur des Friedhofs und der Gedenkstätte

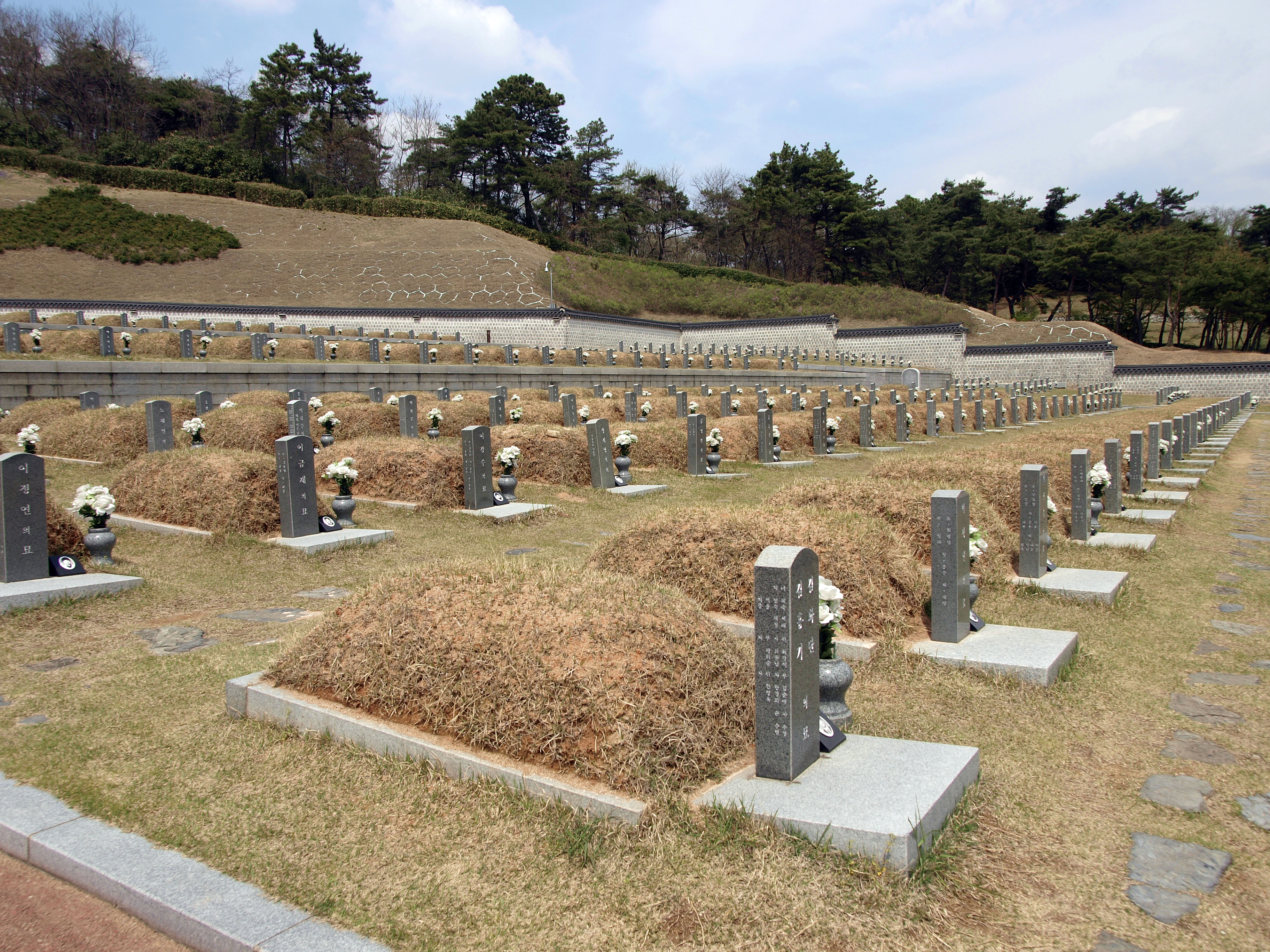
Die Gräber der Getöteten

Die gesamte Anlage gliedert sich grob in direkter Folge:
- von dem 23.100 m² großen Eingangsbereich aus,
- über den 9.900 m² großen Platz der Demokratie,
- und den 12.540 m² großen Platz für Gedenken und Gebete mit dem Turm zur Erinnerung an den 18. Mai Aufstand,
- hin zu dem 9.900 m² großen Areal der Gräber.
- Weitere 2.400 m² stehen als Ausstellungsfläche zur Verfügung
- und 18.150 m² für die Darstellung der Geschichte.
- Die restlichen 89.694 m² sind begrünt oder werden für andere Plätze des Gedenkens genutzt.[2]

## Auf dem Friedhof begrabene Menschen
Der Friedhof ist für 784 Gräber ausgelegt. Bis 2013 wurden bisher insgesamt 482 Bestattungen vorgenommen.
Auf dem Friedhof wurden all diejenigen beerdigt, die
- während des Aufstands für Demokratie zwischen dem 18. und 27. Mai ermordet worden sind,
- während des Aufstands verletzt wurden und später an ihren Verletzungen gestorben sind,
- durch Folter, Gefängnis und Verhörmethoden und deren Folgen gestorben sind.[3]

Bis heute gelten noch immer 74 Menschen als vermisst.

## Vorgeschichte
32 Jahre nach Staatsgründung erlebte Südkorea 1980 seine schwerste innenpolitische Krise. Seit Jahren forderten Studenten und Intellektuelle demokratische Strukturen für Staat und Verwaltung ein und kämpften gegen die Militärdiktaturen. Doch Demonstrationen der Demokratiebewegung wurden stets mit militärischer Gewalt beantwortet und politische Führer verhaftet und ausgeschaltet.

Skulptur, Darstellung der friedlichen Demonstration

Als im Mai 1980, angeführt von den Studentenprotesten in Seoul und ermutigt durch die Aufstände von Bergleuten und Stahlarbeitern im Süden und Osten in den Städten Pusan und Sabuk, in vielen weiteren Städten des Landes Protestdemonstrationen mit den Forderungen nach Änderung der Verfassung und Beseitigung des Kriegsrechts stattfanden, versprach der amtierende Präsident Choi Kyu-ha lediglich den Demokratisierungsprozess beschleunigen zu wollen. Den Versprechungen misstrauend, nahmen die Demonstration eher zu als ab. Alleine in Seoul demonstrierten am 15. Mai geschätzte 70.000 bis 100.000 Studenten und stellten sich bewaffnetem Militär entgegen. Auch in Gwangju, mit rund 800.000 Einwohnern die drittgrößte Stadt des Landes und als eines der Zentren der Demokratiebewegung des Landes bekannt, wuchsen die Proteste an.
Als Reaktion auf die landesweiten Proteste ließ General Chun Doo-hwan, der seit dem Komplott vom 12. Dezember 1979 praktischer Machthaber war und als ehemaliger engster Vertrauter des diktatorisch regierenden Präsidenten Park Chung Hee galt, am 17. Mai 1980 mit dem Dekret Nummer 10 den Ausnahmezustand ausrufen. Universitäten wurden geschlossen, die Nationalversammlung aufgelöst, jegliche politische Aktivitäten verboten und 26 Oppositionspolitiker verhaftet, unter ihnen Kim Dae-jung und Kim Jong-pil. Einige Quellen sprechen von bis zu 70 Oppositionspolitiker, die verhaftet worden sind.
Am Morgen des 18. Mai 1980 gingen rund 600 Studenten der Chonnam National University im Stadtzentrum von Gwangju auf die Straße und forderten die Aufhebung des Ausnahmezustandes und die Freilassung von Kim Dae-jung. Schnell sahen sie sich Spezialkräften der Armee mit schwarzem Barett gegenüber. Diese gingen in aller Härte mit Knüppel und Bajonetten gegen die Demonstranten vor und provozierten somit die Eskalation von Demonstrationen und Straßenkämpfen der folgenden Tage, denen sich schnell auch große Teile der Bevölkerung anschlossen. Am 20. Mai sollen sich über 200.000 Menschen zu einem Marsch in Gwangju versammelt und sich gegen das Militär gestellt haben, einen Tag später wurde von rund 100.000 Menschen und 350 Fahrzeugen, teilweise mit Bewaffnung, berichtet.

Skulptur, Darstellung der Niederschlagung

Am 27. Mai 1980, das Stadtzentrum von Gwangju war bereits umstellt und abgeriegelt, rückte das Militär mit 20.000 Soldaten vor und beendete den Aufstand mit einem Blutbad.
Die Opferzahlen differierten, je nach Quelle. Nach offiziellen Angaben von Untersuchungen im Jahr 2006 sollen bei dem Massaker 154 Demonstranten getötet und 4.141 verwundet worden sein. Die Zahl der bis heute als vermisst geltenden Menschen wurde mit 74 angegeben. In den Tagen nach der Niederschlagung sollen mehr als 3.000 Menschen verhaftet worden sein.
Das Militär sprach seinerzeit hingehen von insgesamt 170 Todesopfern, darunter 144 Zivilisten. 730 Demonstranten sollten angeblich verhafteten worden sein.
Doch Angaben von ärztlichen Augenzeugen sprachen alleine im Chan-Nang-Provinzkrankenhaus von 440 gezählten Todesopfern und die katholische Kirche nannte 600 bis 1000 Toten als wahrscheinlich. Man kann davon ausgehen, dass viele Angehörige aus Angst vor Verfolgung und Repressalien ihre Toten in aller Stille begraben haben und nicht alle Verwundeten zur ärztlichen Versorgung in die Krankenhäuser gebracht worden sind.

## Geschichte der Gedenkstätte

Skulptur

Die Opfer des Massakers wurden ursprünglich auf dem Mangweol-dong-Friedhof in Gwangju beerdigt. Der Friedhof bekam damit durch die Ereignisse als „Heiliger Boden für Demokratie“ weltweite Beachtung, sodass das Militär Pläne hegte, den Friedhof zu zerstören und die Gräber zu beseitigen.
Am 17. Mai 1985 demonstrierten 38.000 Studenten aus über 80 Universitäten des Landes mit der Forderung nach Untersuchung des Massakers von Gwangju und am 18. Mai 1986 demonstrierten erstmals nach einer Gedenkfeier auf dem Friedhof Mangweol-dong 1.000 Studenten und Hinterbliebene der Opfer.
1994 startete eine Kampagne, die Verantwortlich für das Massaker an den Demonstranten des Gwangju-Aufstandes zur Rechenschaft zu ziehen. Gleichzeitig kam der Plan auf, einen Nationalfriedhof für die Opfer des Gwangju-Aufstandes anzulegen. Die Gründung der 18. Mai Memorial Foundation folgte noch im selben Jahr am 30. August.
1997 wurde der 18.-Mai-Nationalfriedhof fertiggestellt und die Toten zum neuen Friedhof umgebettet. Der Mangweol-dong-Friedhof wurde in seine ursprüngliche Form restauriert, behielt aber seine Bedeutung als historischer Ort. Per Gesetz wurde am 29. April 1997 der 18. Mai zum Nationalen Gedenktag erhoben und am 18. Mai 1997 die erste offizielle Gedenkveranstaltung auf dem neuen Friedhof abgehalten. Zum 20. Gedenktag an den Aufstand besucht der neue gewählte Präsident Kim Dae-jung den denkwürdigen Ort und nahm an der nun jährlich statt findenden Zeremonie teil. Im Mai 2001 konnte das 18.-Mai-Gedenkzentrum seiner Bestimmung übergeben werden und ein Jahr später am 27. Juli 2002 bekam der Friedhof als Gedenkstätte nationalen Status verliehen.

## Heutige Bedeutung

Der Gedenkturm mit dem Altar

Der 18.-Mai-Nationalfriedhof von Gwangju besitzt nach wie vor eine große nationale Bedeutung. Auch wenn das Jahr 1980 für die Demokratisierung des Landes seinerzeit ein großer Rückschlag war, so gibt es in der koreanischen Bevölkerung das Bewusstsein, dass die Vorkämpfer für Demokratie damals nicht umsonst gestorben sind. Die immerwährende Erinnerung an das Unrecht, die Unterdrückung und das verübte Massaker in Gwangju durch die Militärdiktatur hat die Menschen wachgehalten, sich immer wieder für Freiheit und Demokratie einzusetzen. Die Liste ist lang von den vielen folgenden Demonstrationen, zum Teil auch gewalttätigen, die schließlich zum Sturz der Diktatur im Jahr 1987 führten. Der 18.-Mai-Nationalfriedhof und der 18.-Mai-Gwangju-Aufstand stehen bis heute als Symbol und Mahnmal der Demokratiebewegung, nicht nachzulassen und den Demokratisierungsprozess in Korea fortzuführen.